# Barracuda (U-Boot, 1951)
Die Barracuda, auch USS Barracuda (Kennung: SSK-1 / SST-3 / SS-550), ist ein U-Boot der United States Navy. Sie war das erste U-Boot des neuen Typs der Killer-Boote, die speziell für die Jagd auf U-Boote konstruiert wurden.

## Geschichte
Das U-Boot wurde, noch unter dem Namen USS K-1 (SSK-1), 1949 bei Electric Boat auf Kiel gelegt und nach weniger als zwei Jahren vom Stapel gelassen. Taufpatin war Mrs. Alice B. Thomas, die Witwe des Kommandanten des U-Bootes Pompano, das im Zweiten Weltkrieg sank. Am 10. November 1951 wurde das U-Boot in die Flotte der US Navy übernommen.
Nach den Erprobungsfahrten wurde die K-1 der Submarine Development Group 2 zugeordnet, einer Forschungsgruppe für U-Boot-Technologien. Dort wurde das Boot zur Erforschung von Anti-U-Boot-Taktiken eingesetzt. Die ersten Jahre verbrachte die K-1 mit solchen Übungen, nur selten verließ sie die Küste der Vereinigten Staaten, etwa zu Hafenbesuchen in Nassau, Havanna oder Halifax. 1955 sprach der Chief of Naval Operations, Robert B. Carney, den Wunsch aus, dem Boot einen Namen zuzuweisen. Der Kommandant der K-1 schlug Killer oder alternativ Barracuda vor. Letzterer Vorschlag wurde Ende 1955 von Marineminister Charles S. Thomas akzeptiert. Bereits im Juni 1955 war das U-Boot erstmals weit von heimischen Gewässern entfernt, als es Hafenbesuche in Schottland durchführte. Bis 1959 folgten danach wieder lokale Operation für die SubDevGru 2.
Am 15. Juli 1959 wurde die Kennung SSK-1 in SST-3 geändert, das Boot also als Trainingsboot eingestuft. Bis 1962 folgte eine Überholung. 1964 wurde bei einer Überholung in der Norfolk Naval Shipyard das übergroße Bugsonar entfernt, damit die Barracuda besser konventionelle U-Boote simulieren konnte. Ab 1968 wurde das Boot dann zum Training des Personals von Raketen-U-Booten eingesetzt.
Am 1. Oktober 1973 wurde die Barracuda außer Dienst gestellt, an die Addlestone International Corp verkauft und von der Georgetown Steel Corp abgewrackt.